# Kajaanin maalaiskunta
Kajaanin maalaiskunta (szw. Kajana landskommun) – dawna gmina wiejska w Finlandii w prowincji Oulu. Zlikwidowana 1 stycznia 1977 roku poprzez włączenie jej obszaru w granice miasta Kajaani.
Gmina miała 1020 km² powierzchni i 10 673 osoby (31 grudnia 1975). Ośrodkiem administracyjnym była wieś Teppana.